# 瓦尔特·哈姆

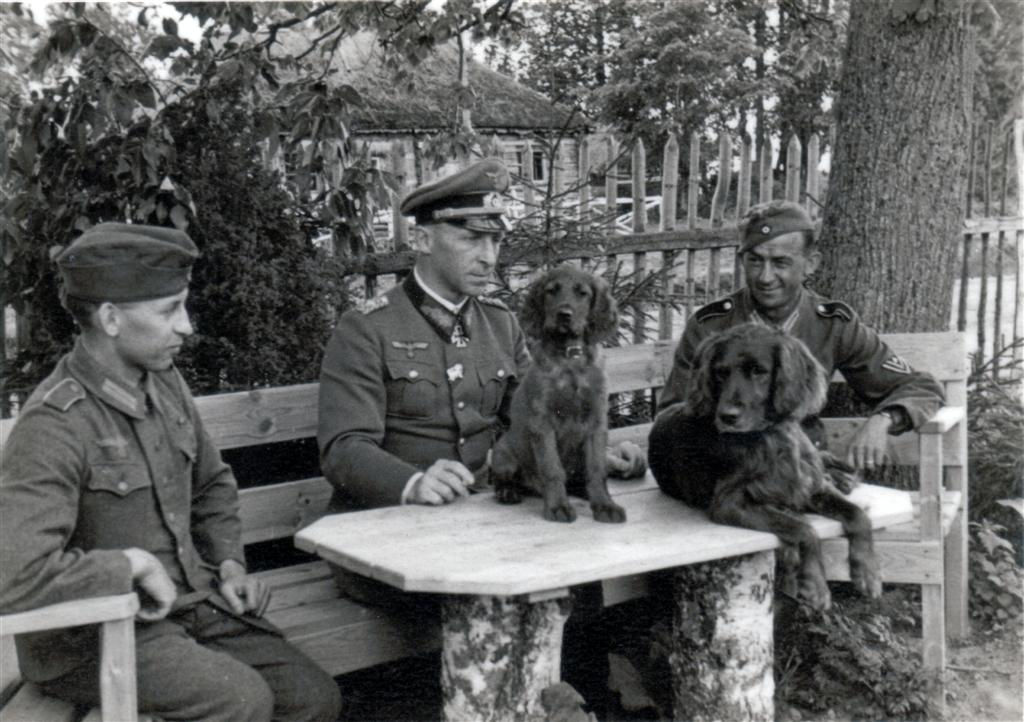
瓦尔特·哈姆（坐於中間者）

瓦尔特·哈姆（Walther Hahm，1894年12月21日—1951年8月11日）是一位纳粹德国国防军将官，曾在第二次世界大战期间担任过多个师级和军级指挥官职务，例如他當過第389步兵師師長，也曾获颁騎士鐵十字勳章。